# ビスターニョ
ビスターニョ（伊: Bistagno）は、イタリア共和国ピエモンテ州アレッサンドリア県にある、人口約1,800人の基礎自治体（コムーネ）。

## 地理

### 位置・広がり
| 隣接するコムーネは以下の通り。括弧内のATはアスティ県所属を示す。 - カステッレット・デッロ - メラッツォ - モナステーロ・ボルミダ (AT) - モンタボーネ (AT) - ポンティ - ロッケッタ・パラフェーア (AT) - セッサーメ (AT) - テルツォ |

### 地震分類
イタリアの地震リスク階級 (it) では、3 に分類される
。

## 姉妹都市
- Flaviac、フランス

## 出身の著名人
- ジュゼッペ・サラッコ（イタリア語版） (1821年10月9日-1907年1月19日） - 1900年から1901年にイタリアの首相を務めた。
- ジュリオ・モンテヴェルデ（イタリア語版）(1837年10月8日-1917年10月3日） - 彫刻家